# Malmö IF
Malmö IF je švedski hokejski klub iz Malmöja, ki je bil ustanovljen leta 1972. Z dvema naslovi švedskega državnega prvaka je eden uspešnejših švedskih klubov. 

## Lovorike
- Švedska liga: 2 (1991/92, 1993/94)

## Upokojene številke
- 18 - Patrik Sylvegård
- 25 - Kaj Olsson